# Elżbieta Drużbacka
Elżbieta Drużbacka (prop de Kowalska, entre 1695 i 1698 – 14 de març de 1765 a Tarnów) fou una poetessa polonesa.
Gran part del seu treball tracta de la bellesa de la natura; la seva obra més coneguda és Descripció de les quatre estacions (Opisanie czterech części roku).
Després de la seva mort, el bisbe Józef Andrzej Załuski va recollir la seva obra en el volum Zbiór rytmów polskich.